# Ченджо
Чѐнджо (на италиански: Cengio; на лигурски: Ceng, Чендж) е община в Северна Италия, провинция Савона, регион Лигурия. Разположено е на 409 m надморска височина. Населението на общината е 3676 души (към 2011 г.).
Административен център е село Бормида (Bormida).